# Liparetrus amabilis
Liparetrus amabilis är en skalbaggsart som beskrevs av Blackburn 1905. Liparetrus amabilis ingår i släktet Liparetrus och familjen Melolonthidae. Inga underarter finns listade i Catalogue of Life.